# Puerto de Cutuco
Der Hafen Puerto de Cutuco befindet sich in der Bucht von La Union am Golf von Fonseca in El Salvador.  

## Geschichte
Der Hafen wurde im Jahre 1915 von der International Railways of Central America (IRCA) errichtet und danach viele Jahre als ein Terminal-Bahnhof für Fracht und teilweise auch Passagiere betrieben. 1962 wurde in El Salvador der neue Hafen von Acajutla eröffnet. Damit verlor in Folge der Hafen Cutuco an Bedeutung, und die IRCA stellte ihren Eisenbahnverkehr ein.  
Der weitere Verkehrsverlust führte schließlich 1975 dazu, dass der Staat El Salvador den Hafen übernahm und ihn unter die Verwaltung der Comisión Ejecutiva Portuaria Autónoma (CEPA) stellte und eine Straßenverbindung zur Panamericana ausbaute. Der Ladungsverkehr betrug in diesem Jahr 177 Schiffe mit einem Warenumschlag von 235.549 MT an Export- und Importgütern. Exportgüter waren vor allem heimische Produkte wie Baumwolle und Kaffee, die Importe die dort umgeschlagen wurden, waren meist Düngemittel, Öl und Eisen. 
Derzeit wird eine neue Hafenanlage errichtet, die für die Zwischenlagerung von Handelsware ein Lagerfläche mit insgesamt einer Million Quadratmeter beinhaltet. Die Planung wurde von CEPA 2008 abgeschlossen. Der Baubeginn war 2009 und die Fertigstellung ist für 2015 vorgesehen. Nach der Inbetriebnahme wird auch dieser neue Hafen von CEPA verwaltet und dann unter dem Namen Puerto La Unión Centroamericana geführt.

## Daten Puerto de Cutuco
Die Zugangsbrücke zum Pier hat eine Länge von 150 Metern und ist 4,9 Meter breit. Die Hauptstruktur der Hafenanlage besteht aus Holzbalken und Betonplatten, die durch Betonpfeiler und Metallträger gestützt werden. Die beidseitige Kaimauer wurde in Pfahlrostbauweise errichtet. Sie ist 172 Meter lang und 29 Meter breit.
Der Hafen verfügt über zwei Liegeplätze, einen an der Nordseite mit einer Länge von 172 Meter und einen weiteren auf der Südseite mit einer Länge von 150 Metern. Die Wassertiefe liegt zwischen 8 und 10 Meter auf der Nordseite und 8 Meter im Süden.
Das Lagergebäude aus vorgefertigten Aluminiumelementen hat eine Fläche von 18.650 m². Die angrenzende Verladestelle für Eisenbahnwagen hat eine Länge von 683 Metern. Die Schienenspurweite der stillgelegten Bahngleise betrug 36 Zoll (914 mm). 